# Chiron (mythologie)
Pour les articles homonymes, voir Chiron.
Ne doit pas être confondu avec Charon (mythologie).
Dans la mythologie grecque, Chiron (prononcé /ki.ʁɔ̃/) est un centaure, fils de Cronos et de l’Océanide Philyra, nymphe qui vivait dans une grotte sur le mont Pélion, en Thessalie,,.
Contrairement aux autres représentants de son espèce, il est immortel. Réputé pour sa grande sagesse et ses nombreuses connaissances, on lui confie l’éducation de nombreux fameux disciples dont Achille, Héraclès, Asclépios et les Dioscures.

## Étymologie

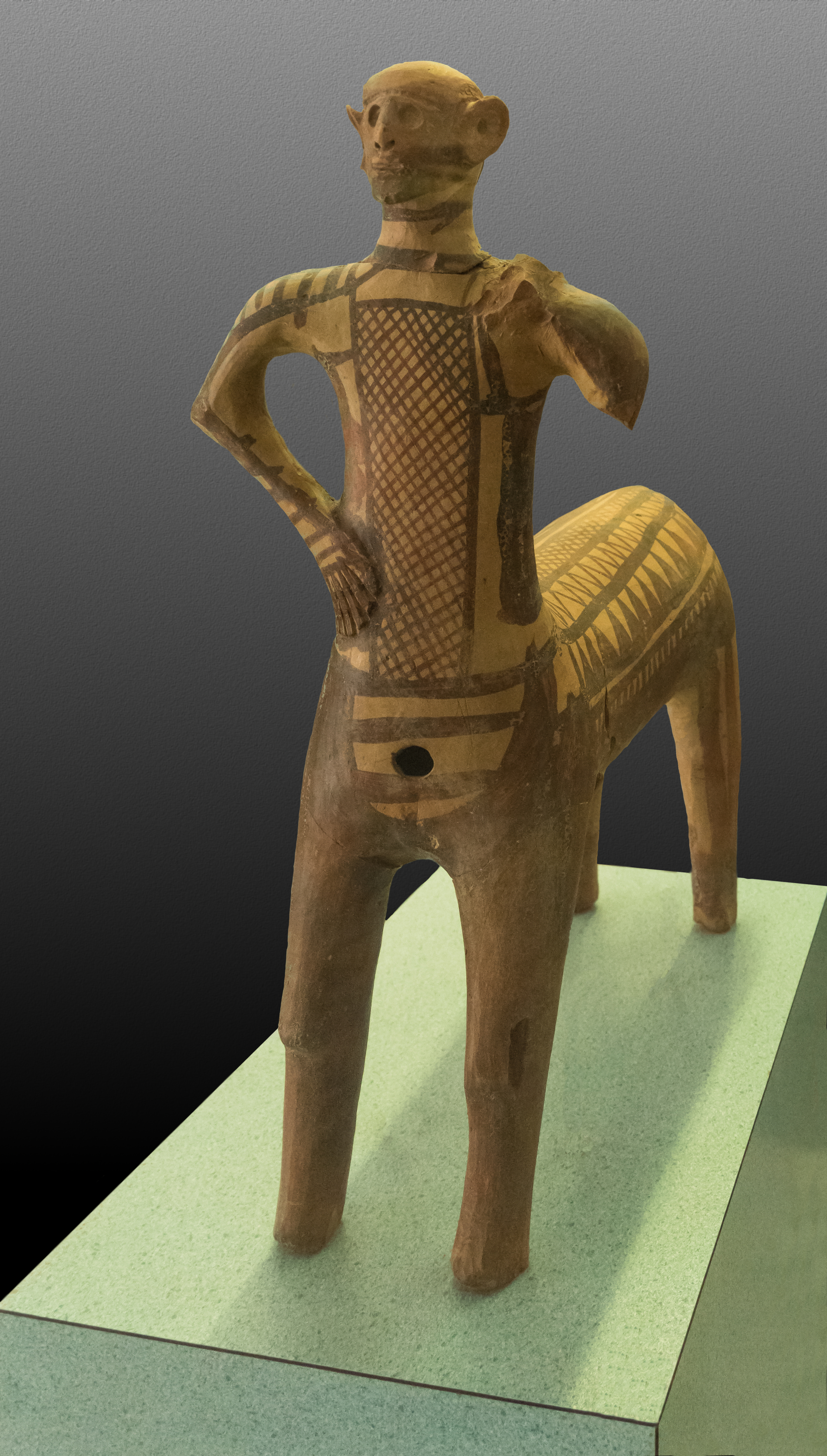
La blessure à la jambe infligée par Héraclès à Chiron, visible ici, permet d'identifier cette statue à Chiron. C'est la première représentation d'un centaure en trois dimensions. vers -1000, Musée archéologique d'Érétrie, Eubée, Grèce.

Le nom de Chiron est issu du grec ancien Χείρων / Kheírōn, dérivé du mot grec χείρ / kheír qui signifie « main », il peut être mis en relation avec les Dactyles, anciens maîtres de l’art de la métallurgie et des guérisons magiques dans la mythologie grecque. Cette racine étymologique évoque aussi l’habileté avec les mains, et pourrait être liée aux compétences de Chiron en chirurgie. Chiron est marié à la nymphe Chariclo avec qui il a une fille, Ocyrhoé.

## Mythe
L’histoire de Chiron est racontée par fragments par plusieurs poètes.

### Naissance et apprentissage
Chiron est fils de la nymphe Naïs selon Xénophon, de l’Océanide Philyra selon Apollonios de Rhodes — l’historien Déimaque de Platées lui donne Philomèle, fille d’Actor pour mère. Apollonios de Rhodes donne les détails de sa naissance dans ses Argonautiques :

« La nuit tombée, ils [les Argonautes] étaient de passage à l’île de Philyra [à l’extrémité orientale de la côte sud de la mer Noire]. C’est là que le fils d’Ouranos, Cronos, trompa son épouse Rhéa en couchant avec la fille d’Océan, Philyra à l’époque où il régnait sur les Titans de l’Olympe et où Zeus était encore un enfant (…). Mais Cronos et Philyra furent surpris par la déesse Rhéa. Alors Cronos sauta du lit et partit au galop sous la forme d’un étalon à la longue crinière, tandis que Philyra dans sa honte, quitta les lieux en abandonnant sa vieille retraite, et vint à la longue crête de Pélagie. Là, elle donna naissance à Chiron, un être monstrueux, mi-cheval et mi-divin, progéniture d'un amant à la forme instable »

Chiron a deux frères, les Ichtyocentaures Aphros et Bythos, nés eux aussi de Phylira et Cronos.
De là vient le fait que Chiron soit mi-homme, mi-cheval, et ait l’apparence d’un centaure. Il est considéré comme l’aîné des centaures mais il se distinguait d’eux tant par son origine (car ceux-ci étaient nés d’Ixion et d'une nuée) que par son caractère : à l’opposé des centaures, êtres frustes et cruels, Chiron était réputé pour sa sagesse et sa science. Artémis et Apollon lui avaient enseigné la chasse, la médecine, la musique et la divination. Versé dans la connaissance des plantes, il en avait retiré l’art de guérir. C'est un héros civilisateur et, selon Homère « le plus juste des centaures ». Sa vie en pleine nature sauvage lui permit d'acquérir de grandes connaissances du monde des animaux et de l’art de la chasse. D’après l’historien Staphylos de Naucratis, le livre trois de Sur l’Éolie, Chiron était instruit en astronomie. Grâce à ses connaissances du monde naturel et ses bonnes relations avec les hommes, Chiron devint un excellent précepteur qui enseigna ce qu’il savait à de nombreux héros. Il vivait dans une grotte sur le mont Pélion, en Thessalie. Il épousa Chariclo qui lui donna Endéis, mère de Pélée. C'est lui qui éleva Pélée, le protégeant contre la brutalité des centaures du mont Pélion et, plus tard, lui donna des conseils sur la façon de séduire Thétis. Aussi est-il naturel que Pélée lui ait confié l’éducation d'Achille, le fils qu'il avait eu avec elle.

### Famille
Chiron est marié à la nymphe Chariclo avec qui il a une fille, Ocyrhoé, Endéis étant aussi parfois donnée comme leur fille, notamment par Hygin. 
Ocyrhoé, qui avait hérité de sa mère du don de prophétie, se rend un jour à la caverne de son père où il se trouve en compagnie d'Asclépios encore enfant. Elle prédit au jeune dieu son destin, lui révélant qu'il aura le pouvoir de ressusciter les mortels mais qu'il provoquera, en l'utilisant, le courroux de Zeus par qui il sera foudroyé, avant de connaître une nouvelle existence. Elle révèle aussi à Chiron qu'il perdra son immortalité, pour ne pas souffrir éternellement par le poison de l'Hydre. Cela le fâcha, ainsi que Zeus, qui pour la punir la transforma en jument avant qu'elle ne puisse en dire davantage. Cette métamorphose constituait également le sujet d'une tragédie perdue d'Euripide. 
Un ajout tardif veut qu'à la fin de sa vie, Ocyrhoé ait été changée en cheval ailé par Zeus qui la plaça aux côtés de Pégase. Elle aurait donné naissance à Celeris puis à toute l'espèce des chevaux ailés, ce qui fait donc de Chiron le grand-père de ces derniers.

### Disciples

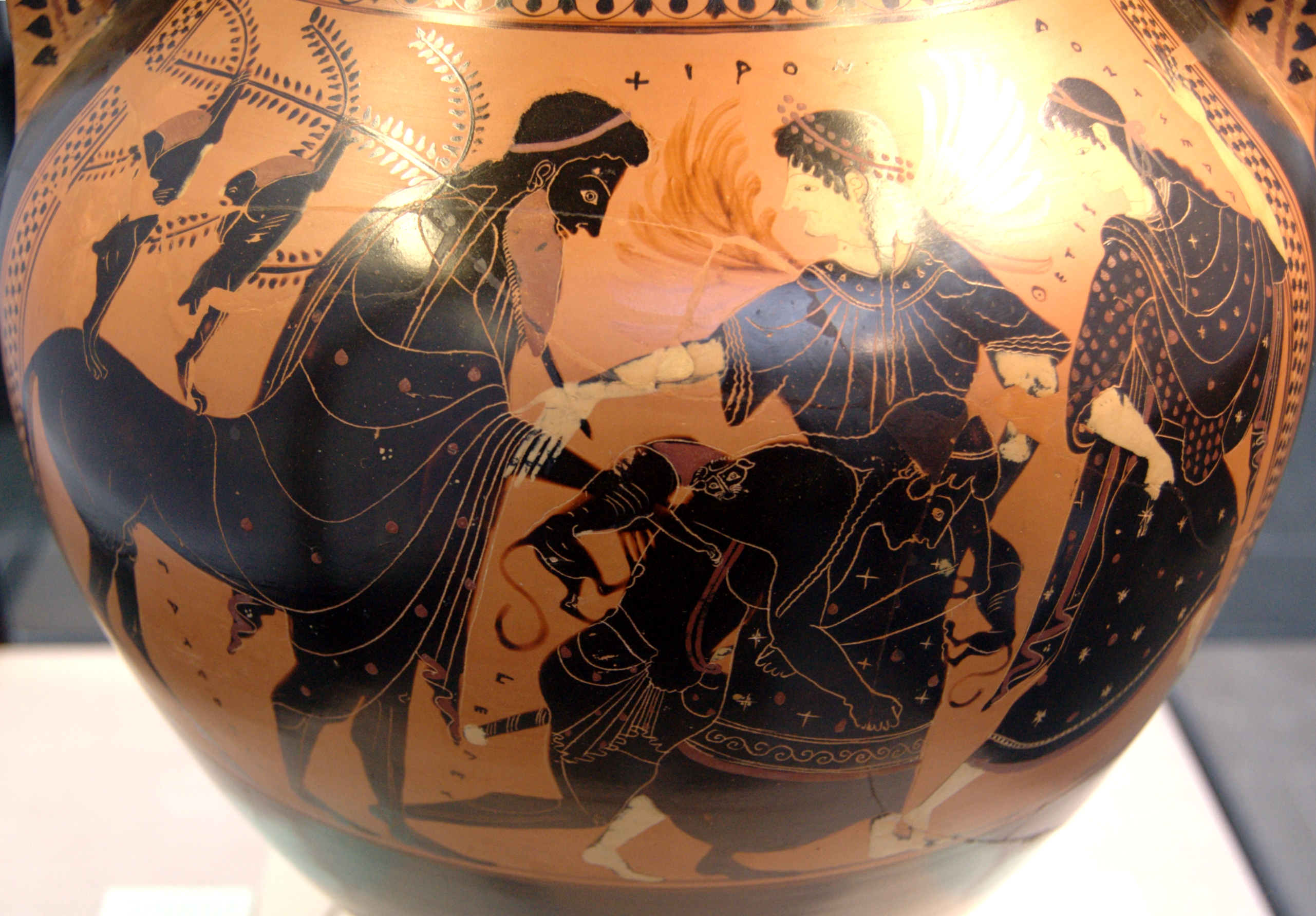
Pélée enlevant Thétis (qui se transforme successivement en feu et en fauve), entre Chiron et une Néréide. Face B d'une amphore attique à figures noires, v. 510 av. J.-C.

Grâce à son savoir, Chiron fut le maître d'Asclépios, de Jason  et d'Achille à qui il enseigna les arts de la musique et de la guerre, la cynégétique, et même la médecine et la chirurgie, de nombreux autres héros furent aussi ses disciples. Certaines personnes ont aidé Chiron dans sa tâche d'éducateur, comme Phénix, le roi béotien, qui fut amené à Chiron par Pélée après que son père lui eut crevé les yeux. La concubine de ce dernier l’avait accusé faussement d'avoir voulu la violer. Chiron lui rendit la vue et fit de lui le roi des Dolopes en Thessalie.

#### Les héros de Troie

##### Achille et Patrocle

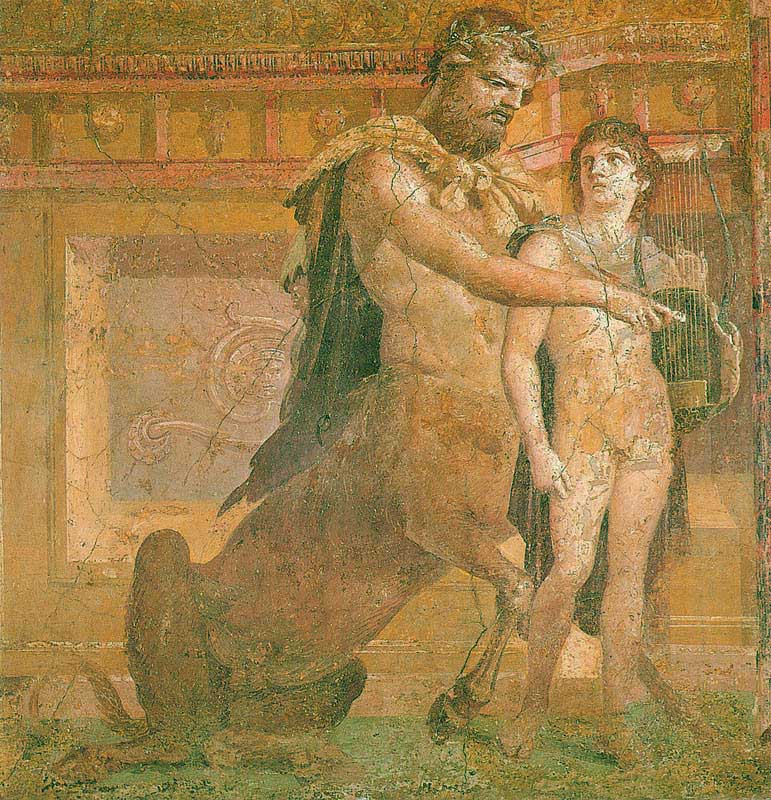
Chiron instruisant le jeune Achille. Fresque de l'Herculanum.

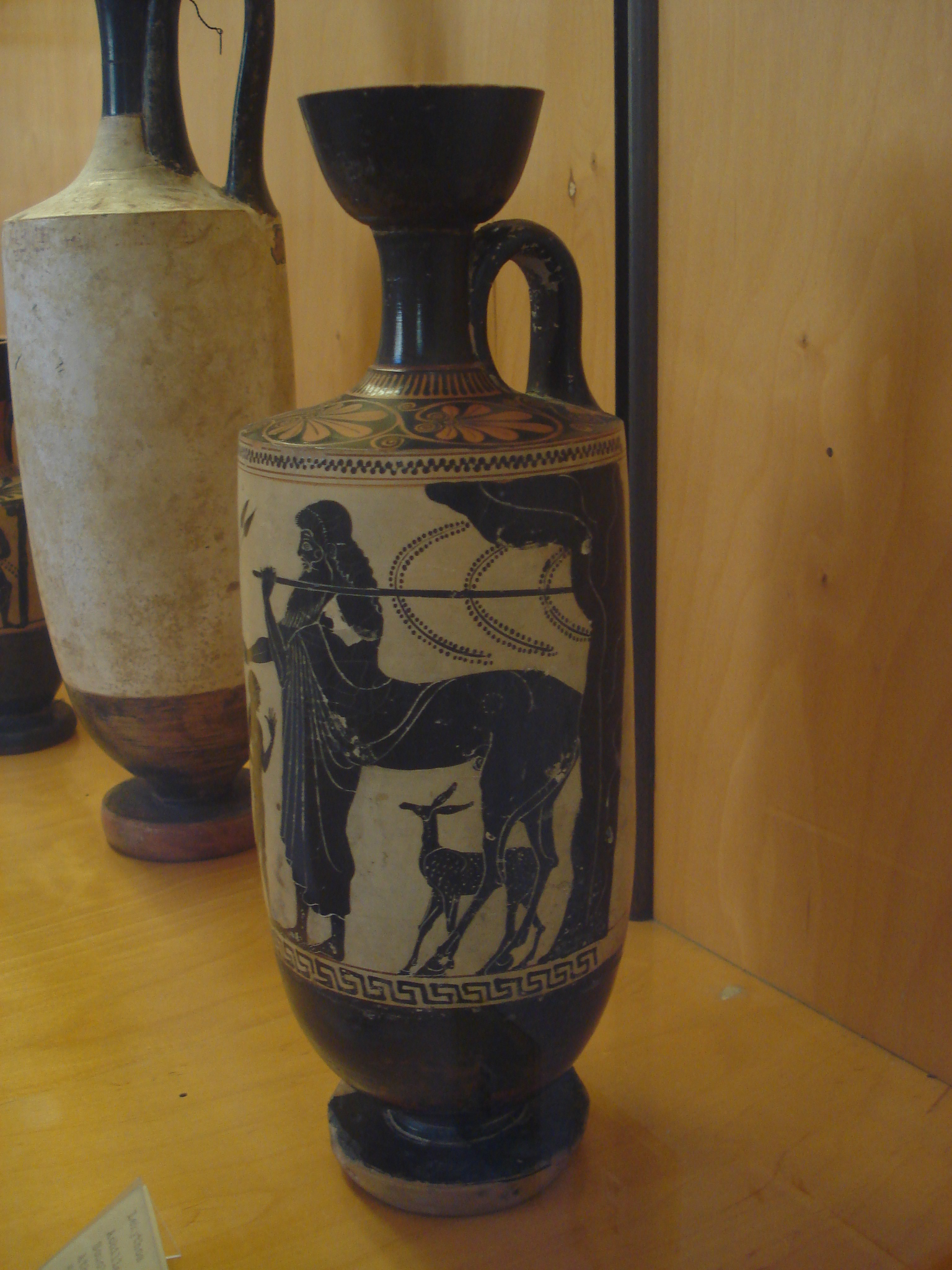
Un vase représentant Chiron et Achille.

Quand la mère d'Achille, Thétis quitta son foyer familial pour retourner vivre chez les néréides, Pelée amena son fils auprès de Chiron qui le reçut comme son disciple et le nourrit avec les entrailles de lions et de sangliers, de la moelle de louves et d'ours afin qu'il acquière la force de ces animaux. Devenu plus grand, Chiron offre à Achille une éducation physique et intellectuelle de haut niveau, il lui apprend ainsi à maîtriser les sangliers, les ours, les tigres, les lions sans armes et à marcher sur la glace, à passer au milieu des fleuves au plus fort du courant, et à manier toutes les armes. Il l’initia également à la musique, à la médecine, et aux secrets des plantes médicinales, puis lui donna une éducation morale basée sur la justice, la résistance aux passions, et la modération. Chiron fit d’Achille l’exemple même du « héros parfait ».
Pélée, père d'Achille, connaissait Chiron pour avoir un jour été secouru par lui comme le raconte Apollodore :
Pour avoir tué accidentellement Eurytion lors d'une partie de chasse, il est exilé à la cour du roi Acaste et purifié. Astydamie, épouse d'Acaste, tombe amoureuse de lui, et comme il la repoussait, elle imagina un stratagème pour se venger de lui, accusant Pélée d'avoir tenté de la violer. Acaste ne voulut pas tuer l’homme qu’il avait purifié, et l’emmena chasser sur le mont Pélion où, après une longue marche, profitant d'un repos de Pélée, Acaste l’abandonna et cacha son épée. À son réveil, Pélée parti à la recherche de son épée fut capturé par les Centaures. Il aurait péri s’il n’avait pas été sauvé par Chiron, qui retrouva et lui rendit son épée. Chiron arrangea le mariage de Pélée avec Thétis, et confia à Pélée comment vaincre la Néréide Thétis qui avait le pouvoir de changer de forme, et n’épouserait que celui qui arriverait à la dompter.
Lorsque Thétis épouse Pélée, il reçoit en cadeau de Chiron une lance fabriquée par ses soins, dont hérite Achille avant de partir à la guerre de Troie. Cette lance, faite pour la main d'Achille et qu'il est le seul à pouvoir brandir, est celle qu'il utilisera pour guérir Télèphe en enlevant la rouille.
Le père de Patrocle laissa son enfant à la caverne de Chiron, afin qu'il étudie, pas à pas, avec Achille, l’art de la harpe, et apprenne à manier la lance et à chevaucher sur le dos de Chiron, la médecine, etc.

##### Palamède
Palamède, fils de Nauplios (roi de l'île d'Eubée) et de Clymène (fille de Catrée), est l'inventeur de quelques caractères de langue grecque, des nombres, de la monnaie, des jeux de dés, d'osselets, et du jeu de dames — qu'il inventa pour distraire les soldats grecs pendant leur long siège de la ville de Troie.

##### Énée
Énée est un guerrier valeureux qui affronta les Grecs pendant la guerre de Troie. Il faillit être tué par Achille mais Poséidon le sauva. Énée assista à la destruction de la ville de Troie, regroupa les survivants troyens et gagna avec eux l’Hespérie.

#### Aristée et Actéon
Actéon fut élevé par Chiron pour devenir un grand chasseur, et sa mort l’a rendu célèbre : changé en cerf par Artémis, il fut dévoré par ses propres chiens. Ceux-ci, ignorant ce qu'ils avaient fait, revinrent à la caverne de Chiron en attendant leur maître et le centaure façonna une petite statue d'Actéon pour apaiser leur douleur.
Selon certains[Lesquels ?], les Heures et Chiron enseignèrent à Aristée les arts de la guérison, de la fabrication des fromages et de la prophétie. Aristée découvrit le miel et les olives. Après la mort de son fils Actéon, il émigra en Sardaigne.

#### Jason et Médos
Éson confia son fils Jason au centaure Chiron au moment où il était destitué par le roi Pélias. Jason devint le capitaine des Argonautes.
Médos est l’homme qui a donné son nom au pays de Médie. Il était le fils de Médée par Égée. Médos mourut durant une campagne militaire en Inde.

#### Asclépios
Apollon tua la mère d’Asclépios, Coronis, alors qu’elle était enceinte mais il sauva l’enfant, pour l’amener à Chiron qui l’éleva et lui enseigna les arts de la guérison et la chasse. En matière de guérison, il fut un élève brillant, trop pour son propre bien. Il finit par découvrir la Panacée, un médicament tellement efficace qu'il lui permettait de réveiller les morts. Hadès, voyant son royaume se dépeupler est allé se plaindre à Zeus qui foudroya le médecin. Selon Lucien de Samosate, Asclépios, quand il était élève de Chiron, rendit la vie à Tyndare, et c'est cet événement qui provoque la colère de Zeus. Le grand savoir d’Asclépios en médecine est issu de l’enseignement de Chiron.

#### Autres disciples

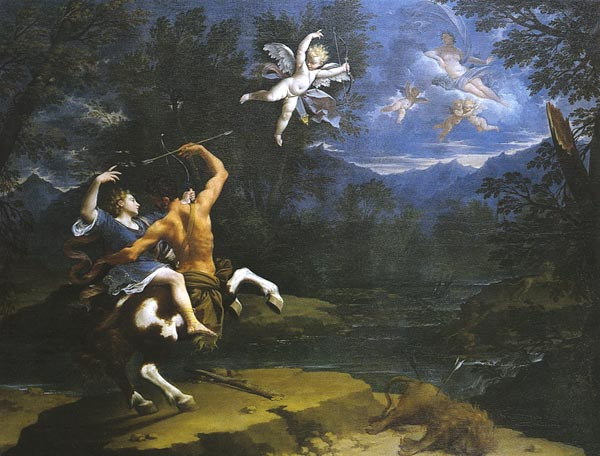
L'éducation d'Achille par Donato Creti, 1714 (Musei Civici d'Arte Antica, Bologne, Italie).

De plus, Chiron a également participé à l’éducation de Céphale, des Dioscures, d'Héraclès, d'Iphiclès et d’Ulysse.

### Mort
La mort de Chiron fait partie d'un épisode connu sous le nom de Centauromachie. Chiron avait été l’hôte d’Héraclès qui l’aimait et l’estimait, il se rallia donc à ce héros dans sa lutte contre les centaures alors que le héros devait chercher puis ramener le sanglier d'Érymanthe. C'est au cours de ce combat qu'Héraclès le blessa par mégarde d’une flèche qui l’atteignit au genou. Il tenta d’appliquer un onguent sur la plaie (fabriqué à partir de plantes Centaurea), mais les blessures causées par ces flèches n'étaient pas guérissables : Héraclès avait trempé les pointes de ses flèches dans le sang de l’Hydre de Lerne, poison incurable. Trouvant ces douleurs intolérables, Chiron, bien qu'immortel, demanda la mort aux dieux. Ceux-ci la lui accordèrent après qu'il eut légué son immortalité à Prométhée. Zeus fit de Chiron la constellation du Centaure, ou du Sagittaire selon les sources,. Achille fut très affecté par la mort de Chiron, il pleura des jours durant en se rappelant les mains amies et les baisers qu'il échangeait avec lui, et hurla : « Je vous en prie, ne me quittez pas, cher père ! Le neuvième jour est arrivé lorsque vous, le juste Chiron fut placé au milieu des étoiles. »
Selon l’Héraclès, dialogue du philosophe Antisthène, Héraclès épargna Chiron, et c’est accidentellement qu’une flèche du carquois atteignit Chiron, qui en mourut.

## Représentation dans les arts et la culture populaire
Dans la peinture sur vase athénienne, Chiron était représenté avec le corps d'un homme, de la tête aux pieds, vêtus d'une tunique et de bottes, avec un corps de cheval à partir de la croupe. Cette image reflète probablement son apparition dans le théâtre grec, où les limitations sur les costumes réduisaient quelque peu sa forme centaurienne. Les autres centaures, qui ne figurent pas dans le théâtre athénien, sont dépeints entièrement dévêtus, avec des formes équines sous la taille.

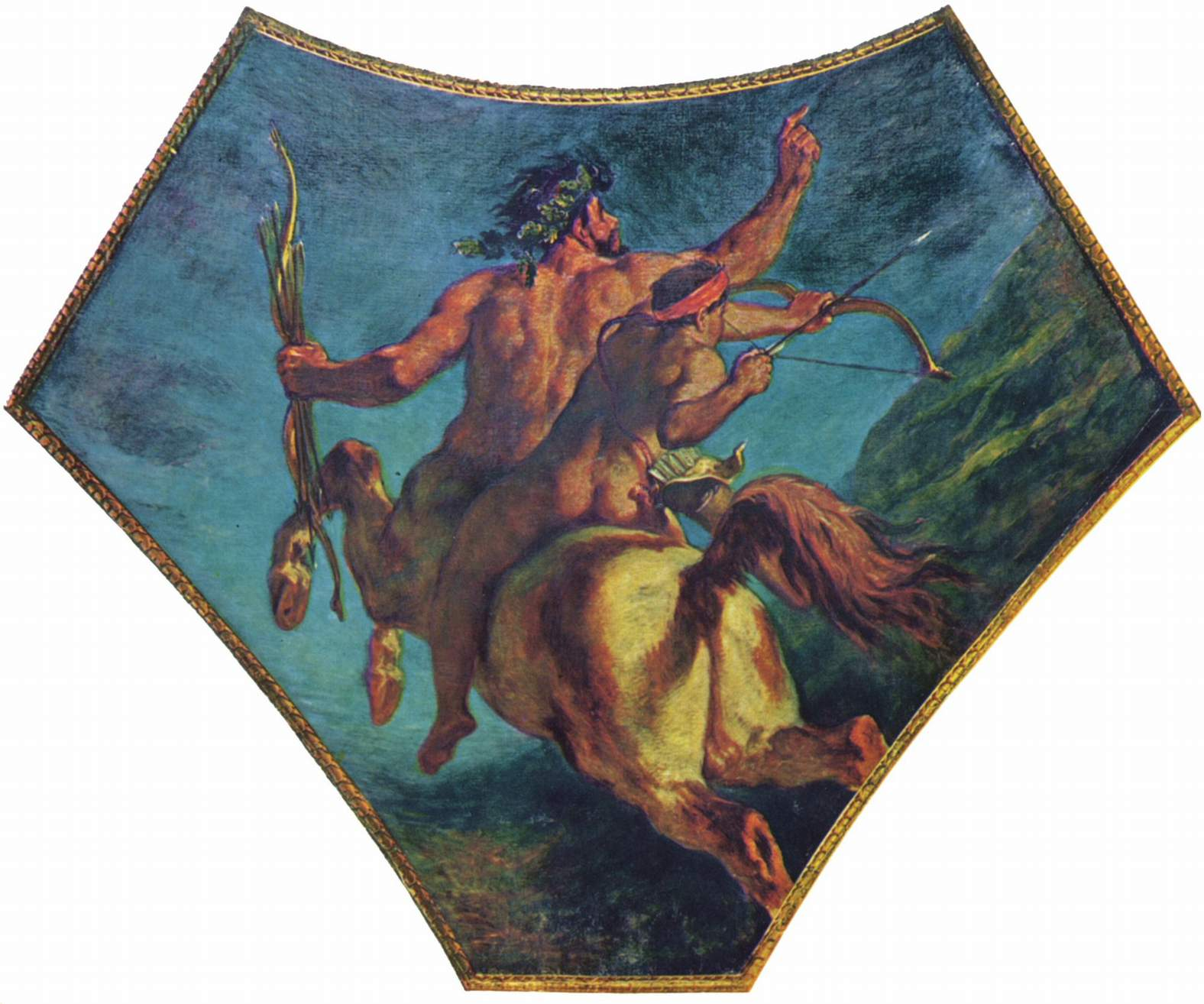
L'éducation d'Achille, par Delacroix (Coupole du Palais Bourbon).

### Littérature

#### Antiquité
Chiron est une figure du chant XII de l’Enfer de Dante : il apparaît avec deux autres centaures, tirant des flèches. Ce chant est d'ailleurs nommé, d'un commun accord, chant des centaures.

#### Contemporain
Le nom de Chiron a été donné à un astéroïde cométaire de type « centaure » découvert le 18 octobre 1977 : (2060) Chiron.

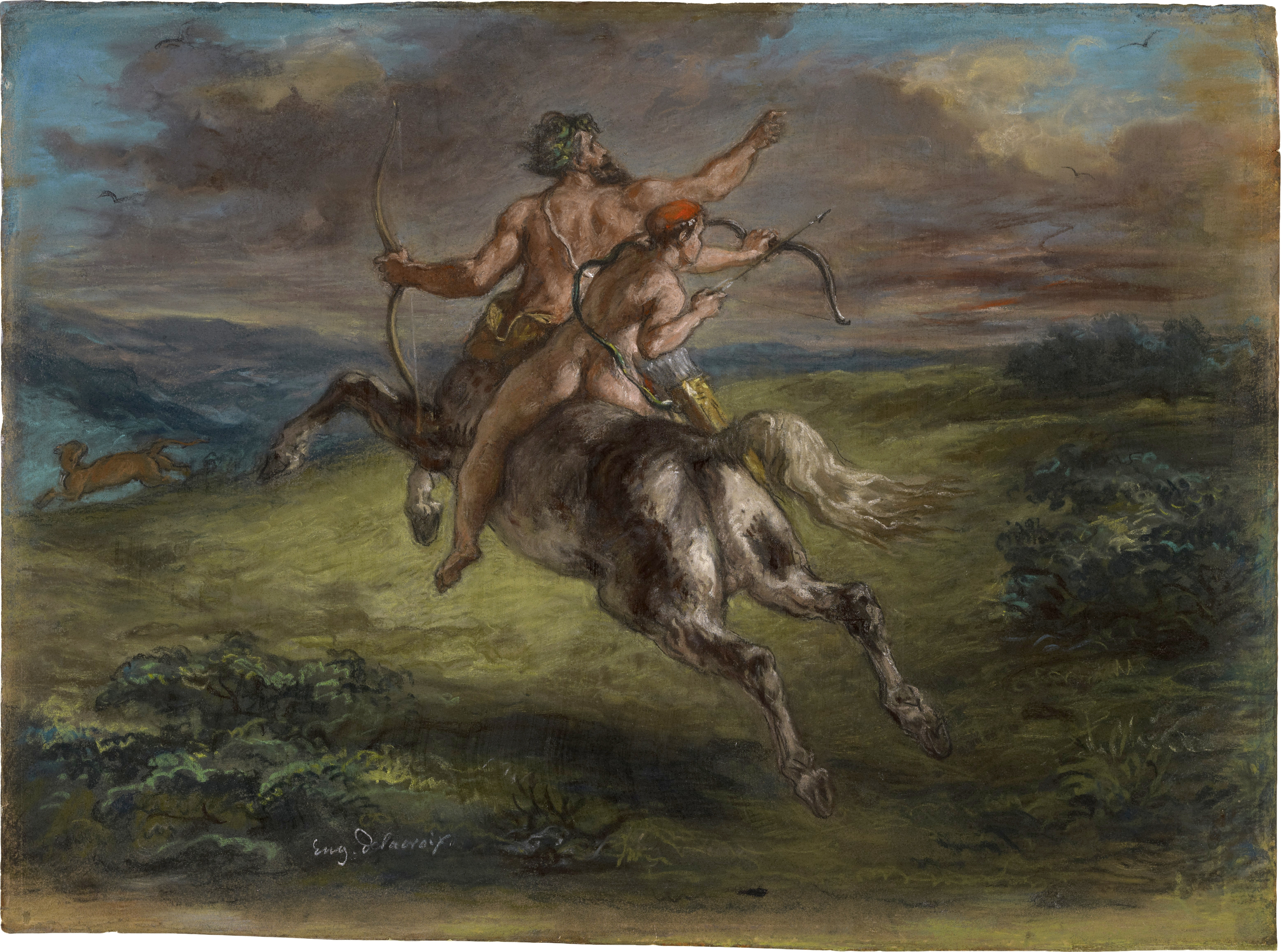
L'Éducation d'Achille, pastel d'Eugène Delacroix (vers 1862).

### Iconographie

#### Peinture
Vers 1862, le peintre Eugène Delacroix réalise un pastel intitulé L'Éducation d'Achille montrant le centaure Chiron en train de galoper et de tirer à l'arc dans un paysage de collines, pendant que le jeune Achille, assis sur son dos, tire lui aussi à l'arc en suivant son exemple. Le pastel est conservé au Getty Center, dans le J. Paul Getty Museum, à Los Angeles, aux États-Unis.

### Filmographie

#### Cinéma
Chiron apparait dans les adaptations cinématographiques des deux premiers tomes de la saga Percy Jackson. Dans Percy Jackson : le Voleur de Foudre (2010), il est incarné par Pierce Brosnan, qui est remplacé par Anthony Head dans la suite Percy Jackson : La Mer des monstres (2013).